# Мина Ахади
Мина Ахади (перс. مینا احدی‎; род. 1956, Абхар, Иран) – иранско-немецкий политический деятель, иранская и австрийская коммунистическая политическая активистка, член Центрального комитета и Политбюро Рабочей коммунистической партии Ирана, борец за права человека и права женщин, основатель Центрального совета бывших мусульман, главная фигура Международного Комитета против смертной казни и Международного Комитета против побивания камнями.

## Биография
Мина Ахади начала свою политическую борьбу, когда ей было 16 лет. В 1979 году во время иранской революции она училась в Тебризе, где сразу начала организовывать демонстрации и митинги против обязательного ношения хиджаба как символ политического ислама и порабощения женщин. Ее смелые действия привлекли внимание властей исламского режима, и вскоре ей пришлось уйти в подполье, чтобы избежать смертной казни согласно законам шариата.
В конце 1980 года ее дом подвергся обыску со стороны КСИР, а ее муж и четверо их товарищей были арестованы. Мина сбежала только потому, что ее тогда не было дома. Вскоре после этого ее муж и четверо арестованных были расстреляны. Некоторое время она действовала в тайне от властей, а затем в 1981 году бежала в иранский Курдистан, где продолжала бороться с исламским режимом в течение следующих десяти лет как «Пишмарге» (партизан). В 1990 году она отправилась в Вену и в 1996 году переехала в Германию. Она с тех пор живет в Европе.

## Деятельность
Все это время Мина Ахади активно боролась за права женщин. Она основала Международный комитет против побивания камнями, который в настоящее время насчитывает более 200 отделений по всему миру. Мина Ахади, которую не пугали неизбежные смертельные угрозы, настаивала на том, чтобы как никогда раньше защищать женщин от разрушительного действия ислама. В начале 2007 года она основала Центральный совет бывших мусульман Германии, чтобы помочь людям, которые намерены отречься от ислама и религии. Эта идея была теперь воспроизведена в нескольких других европейских странах, в том числе в Британии, при помощи Марьям Намази.
Отступничество, конечно же, запрещено в исламе, а в некоторых исламистских государствах за него наказывается смертной казнью, в том числе в Иране, Саудовской Аравии, Афганистане, Пакистане, Судане и Мавритании. Мина Ахади называет такие государства «охваченными исламом», и ее собственный жизненный опыт и страдания при таких режимах делает ее еще более решительной, чтобы спасти других из их когтей.

## Награды
Мина Ахади, которая всю свою жизнь выступала против жестокого обращения с женщинами со стороны иранского клерикального режима, была награждена премией «Секулярист Года» в 2007 году. В своем выступлении в честь Мины Ахади профессор Ричард Докинз сказал:
«Я давно чувствовал, что ключом к устранению всемирной угрозы исламского терроризма и угнетения в конечном итоге станет пробуждение самосознания женщин, и Мина Ахади - харизматический лидер, действующий в этом направлении. Жестокое подавление женщин во многих странах исламского мира вызывает возмущение. Чуть менее очевидным, но столь же возмутительным является выражением готовности западных либералов согласиться с этим. Это хуже, чем выражение, это покровительственно и снисходительно: «Избиение жен является частью «их» культуры. Кто мы, чтобы осуждать их традиции?» Нельзя шутить с этой религией, столь небезопасной, которая требует смертной казни за отступничество; и бывшие мусульмане, которые встают и сражаются, заслуживают нашего огромного восхищения и благодарности за их смелость. Прямо перед этими благородными людьми стоит Мина Ахади. Я приветствую ее и поздравляю с получением этой заслуженной наградой как Секулярист года».

## Публикации
«Я отреклась от религии» (Ich habe abgeschworen), обзор плодотворной жизни Мины Ахади, сопряженной с опасностями в Иране и за рубежом. Автобиография Мины Ахади была опубликована известным немецким издательством Heyne Verlag. В этой книге рассказывается о семейном положении Мины Ахади, ее политической деятельности во время революции 1979 года и роли политического ислама в кровавом подавлении народной революции, деятельности Мины в Курдистане, а также политической ситуации в Иране и событиях, связанных с иранской политикой.

## Политические Взгляды
«Когда на улице строится мечеть, то через три или четыре месяца мужчины начинают этим интересоваться и регулярно ее посещать. Тогда в семье начинается что-то меняться. Мечеть оказывает совершенно четкое воздействие. Она проповедует патриархальную систему: против Запада, против женщин, против светской жизни. Женщин начинают притеснять, мужчины радикализуются. Мечеть является не только молельным домом, она проводит идеологию. И это в Германии – скандал!»